# Karl Nordström

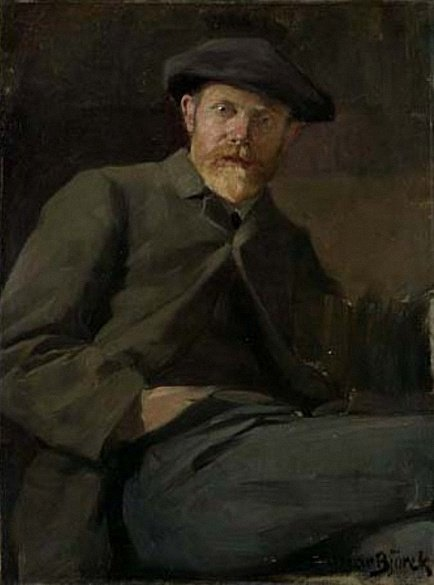
Karl Nordström, door Oscar Björck

Karl Fredrik Nordström (Hoga, op het eiland Tjörn, 11 juli 1855 – Drottningholm, 16 augustus 1923) was een Zweeds kunstschilder. Hij schilderde aanvankelijk in de stijl van het impressionisme, later in die van het synthetisme.

## Leven en werk

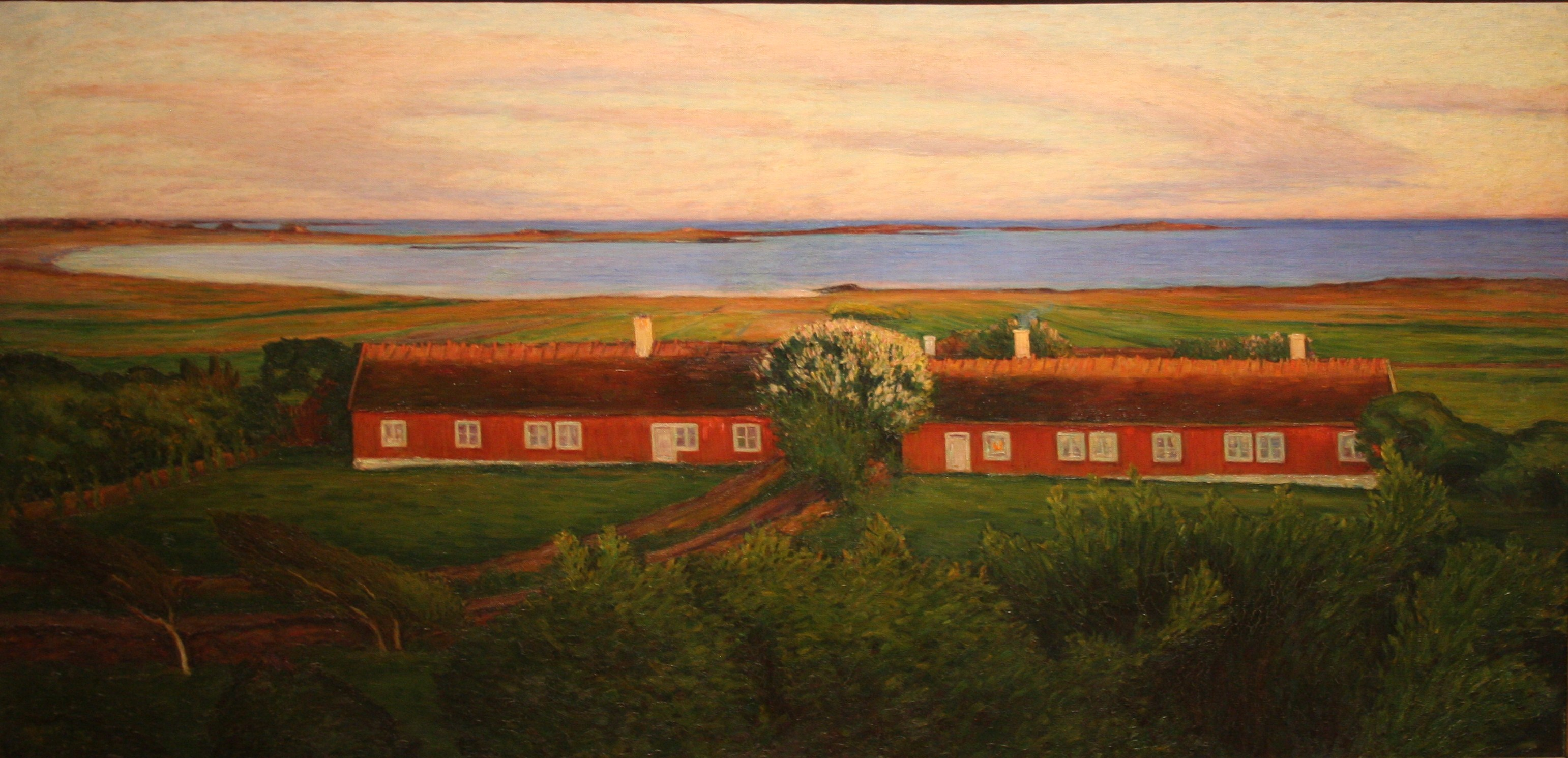
De buren-hoeves, 1893, Nationalmuseum, Stockholm

Nordström groeide op op het eiland Tjörn, aan de Zweedse westkust. Hij studeerde aan de principskolan, een voorbereidende studie voor de Zweedse kunstacademie te Stockholm, maar hij zou nooit toetreden tot de hoofdopleiding. Van 1880 tot 1886 verbleef hij -met onderbrekingen- hoodzakelijk in Frankrijk, waar hij beïnvloed werd door het impressionisme. In 1881 woonde hij in Parijs en vervolgens werkte hij met diverse andere Scandinavische schilders (Carl Larsson, Christian Krohg) lange tijd in een kunstenaarskolonie te Grez-sur-Loing, waar hij zich toelegde op het pleinairisme. In 1886 huwde hij fotografe Tekla Lindeström en exposeerde hij zonder veel succes in de Parijse salon. Hij keerde terug naar Zweden, naar Tjörn, en werd hij in hetzelfde jaar nog voorzitter van de Konstnärsförbundet, een kunstenaarsvereniging die zich verzette tegen conservatieve academische opvattingen van de Zweedse Academie.
Rond 1890 begon de schilderstijl van Nordström te verschuiven van het impressionisme naar het synthetisme, mede onder invloed van het werk van Paul Gauguin en Vincent van Gogh, wier werk hij had leren kennen van fotoreproducties. Ook zijn invloeden van de Japanse kunst herkenbaar, waarmee hij in Parijs had kennis gemaakt. Hij schilderde vanaf die tijd vooral landschappen uit zijn geboortestreek in duidelijk afgegrensde kleurvlakken en donkere melancholieke tinten. De zon en het zonlicht staat vaak centraal in zijn werk. In een typerend werk als Storm op komst (1893) is duidelijk ook de invloed van Van Gogh te zien, met name in de wervelende lucht. Zijn meest bekende werk is wel 'Buren-hoeves' (1893), momenteel te bezichtigen in de centrale hal van het Nationalmuseum in Stockholm. Veel van zijn landschappen weerspiegelen iets van nationale trots, een context waarin zijn werk nog steeds wordt gebruikt.
In 1892 vestigde Nordström zich te Varberg, waar hij samenwerkte met Nils Kreuger en Richard Bergh. Met hen richtte hij de Varberg-school op, een vereniging voor het Zweedse symbolisme. In zijn eigen werk zouden de symbolistische invloeden echter beperkt blijven. Vanaf 1910 werd zijn palet weer lichter en kreeg hij een voorkeur voor tekeningen en waterverf. Hij reisde rond 1920 nog naar Engeland en Frankrijk.
Nordström overleed in 1923, op 68-jarige leeftijd. Hij wordt tegenwoordig gezien als een belangrijke voorloper van het modernisme in Zweden. Het Nationalmuseum in Stockholm bezit een ruime collectie van zijn werk.

## Galerij

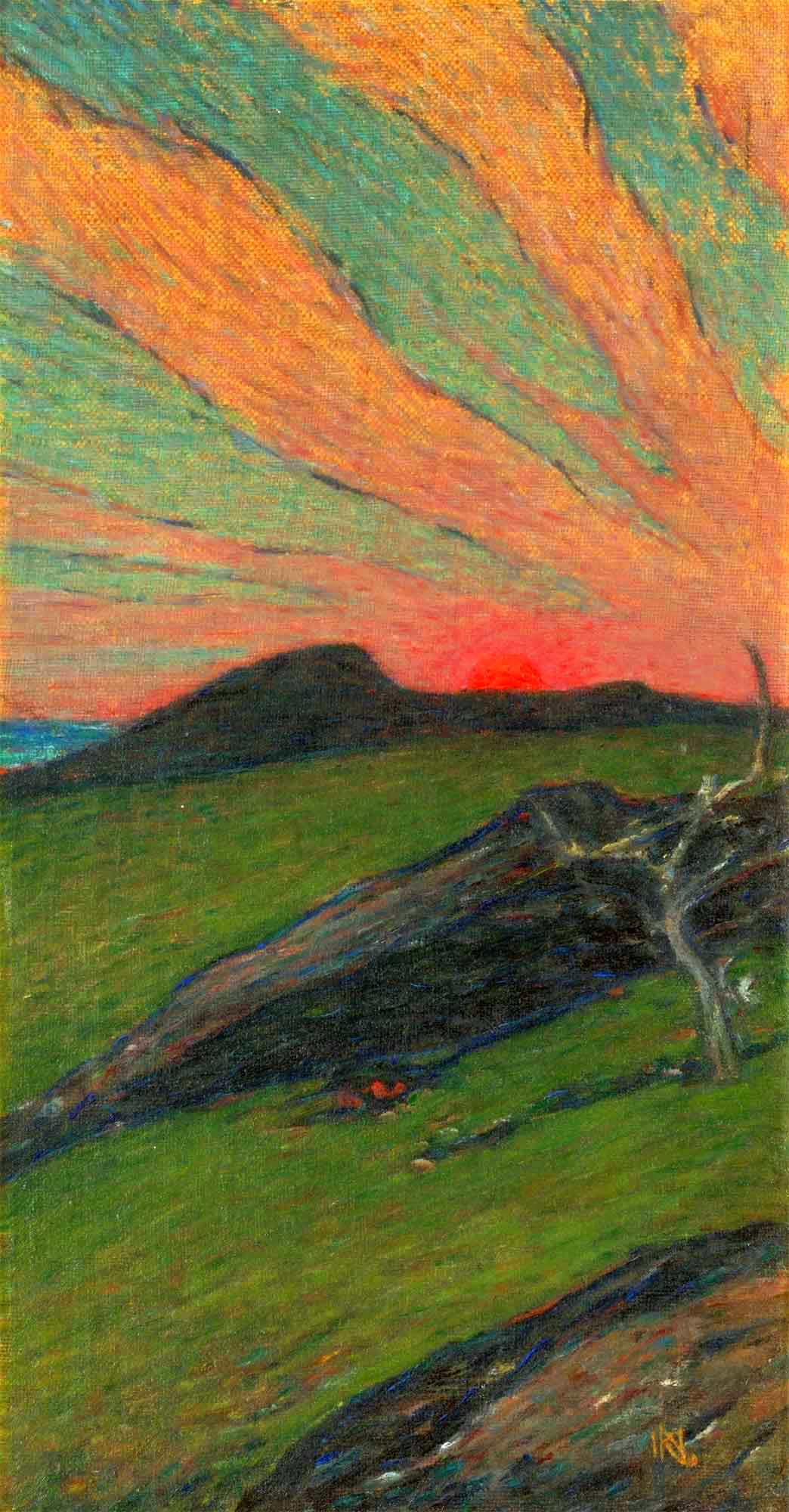
Zonsondergang
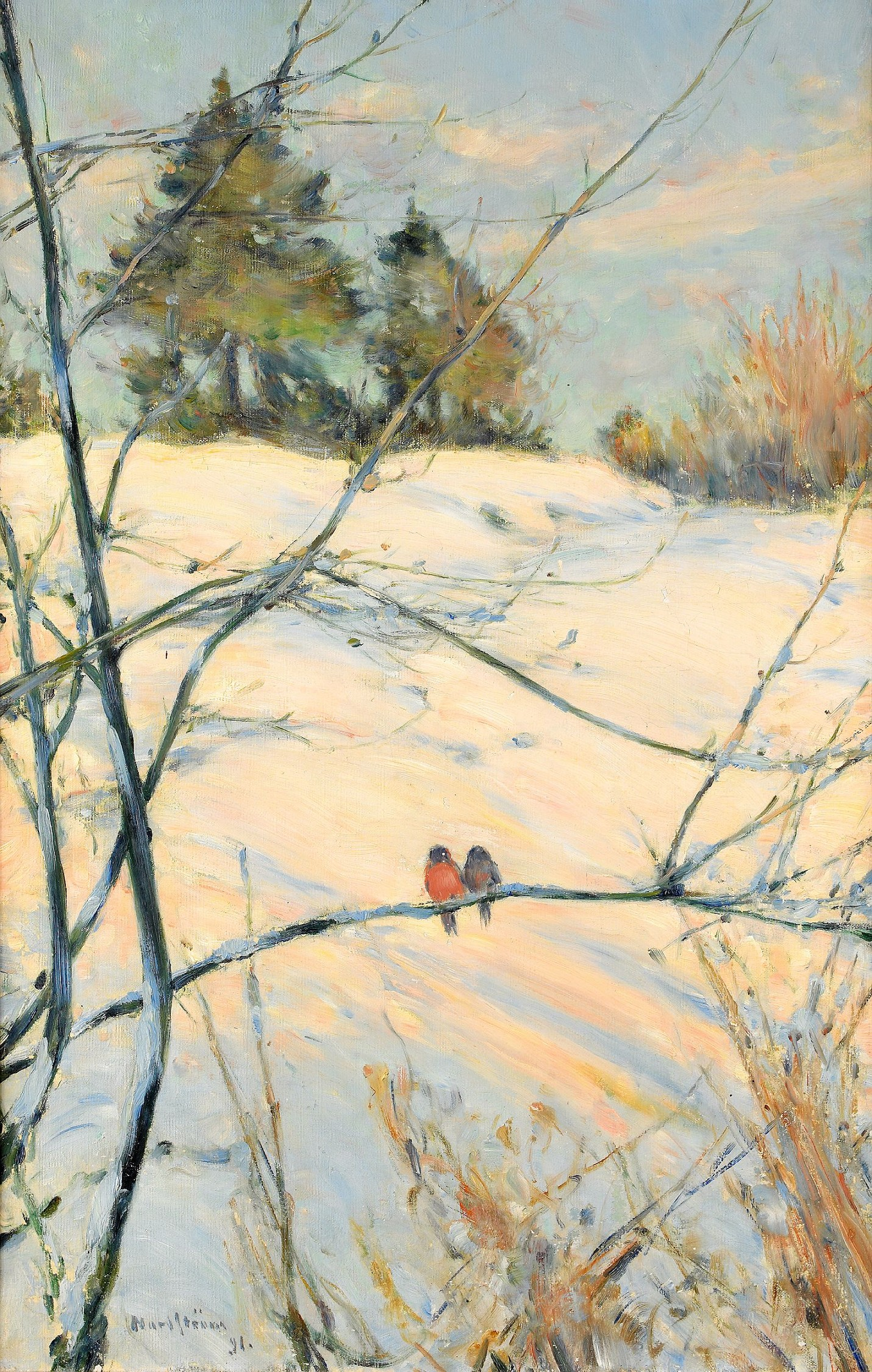
Winterbeeld te Skansen
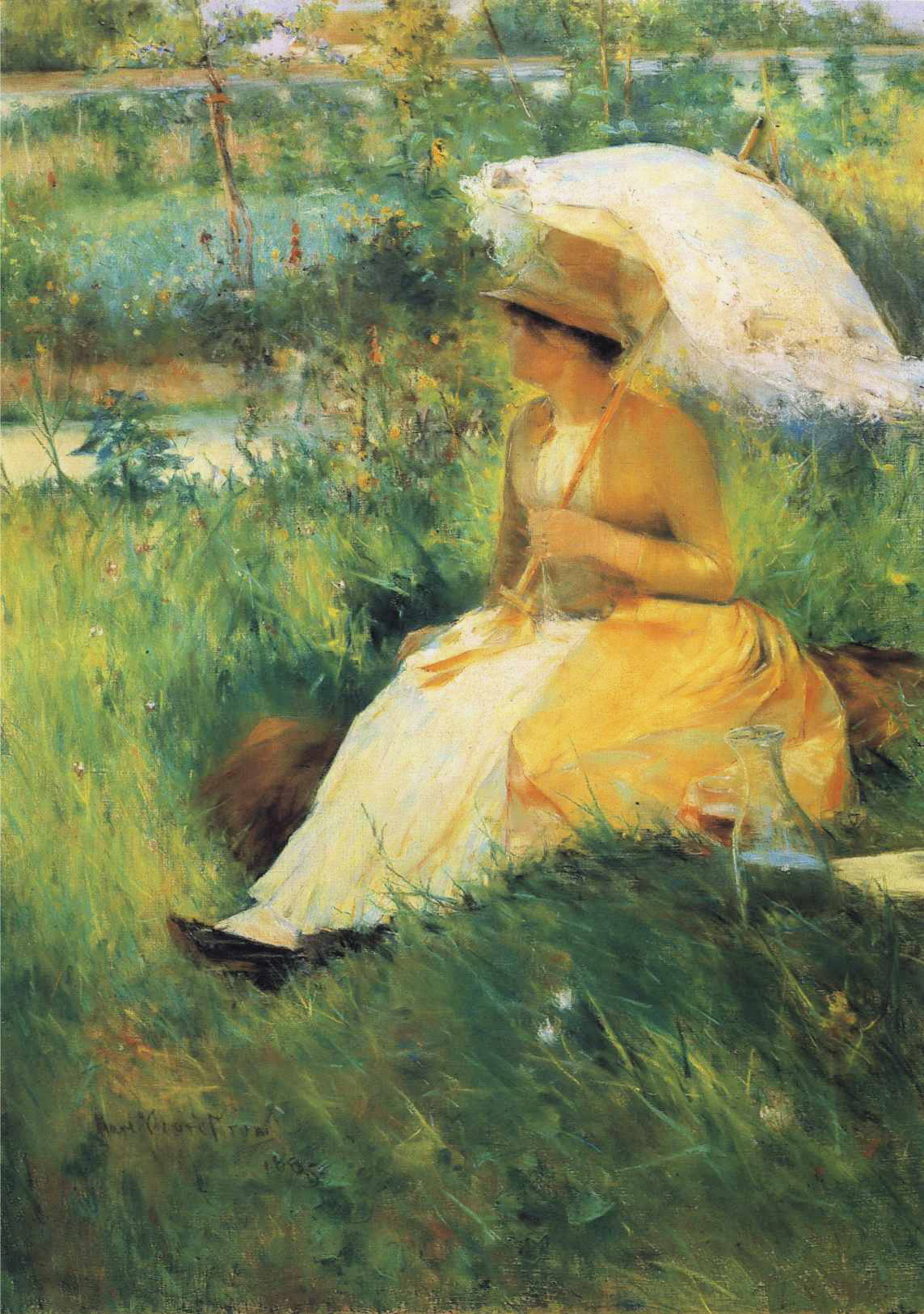
Mijn vrouw
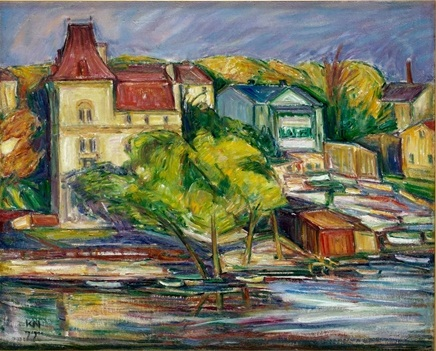
Huis aan het water, Grondal
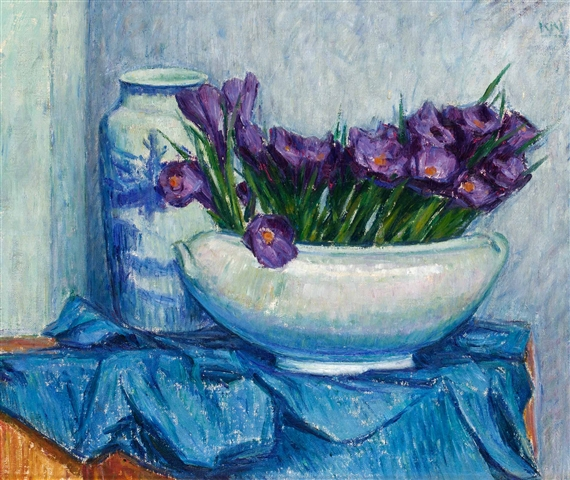
HuiPaarse krokussen in een schaal
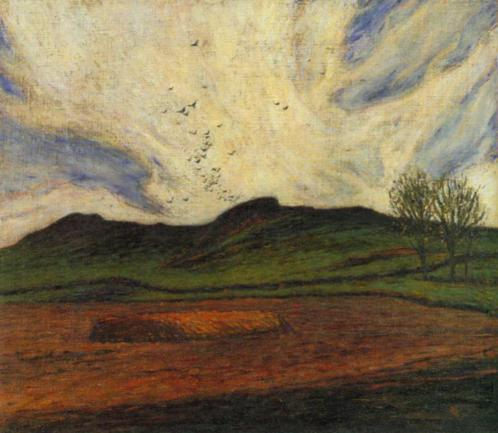
Storm op komst
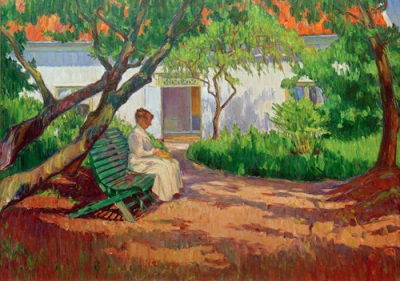
In de tuin
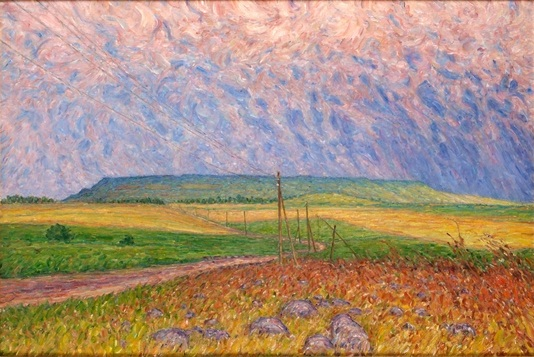
Alleberg
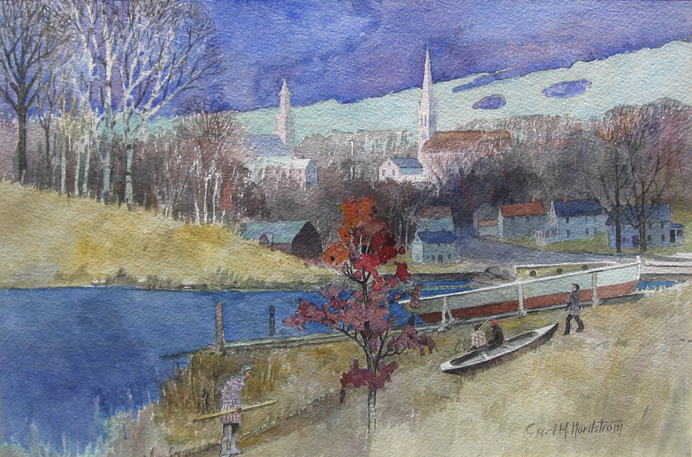
Ipswich rivier scène